# Malaclemys terrapin
La tortuga espalda de diamante (Malaclemys terrapin) es una especie 
de tortuga de la familia Emydidae, es la única especie del género Malaclemys. Es nativa de los pantanos salobres del este y sur de los Estados Unidos. La especie se denomina espalda de diamante por el patrón en la parte superior de su caparazón, se han encontrado áreas en las costas de Florida

## Descripción
Su coloración puede ser de marrón a gris, y su cuerpo puede ser gris, marrón, amarillo o blanco. La especie presenta dimorfismo sexual. Los machos crecen hasta unos 12 cm, mientras que las hembras crecen a un promedio de alrededor de 19 cm. Las tortugas que habitan zonas más cálidas tienden a ser de mayor tamaño.

## Distribución
Se extiende desde  Nueva Inglaterra a Texas a lo largo de la costa del  Atlántico y del Golfo de México. Sus depredadores incluyen zorrillos, ratas almizcleras, mapaches y cuervos. Estas pequeñas tortugas anidan en la tierra y necesitan tener acceso a arena o tierra seca para depositar sus huevos. 

## Alimentación
La tortuga espalda de diamante se alimenta a base de moluscos, cangrejos violinistas, y de vez en cuando pequeños peces. 

## Subespecies

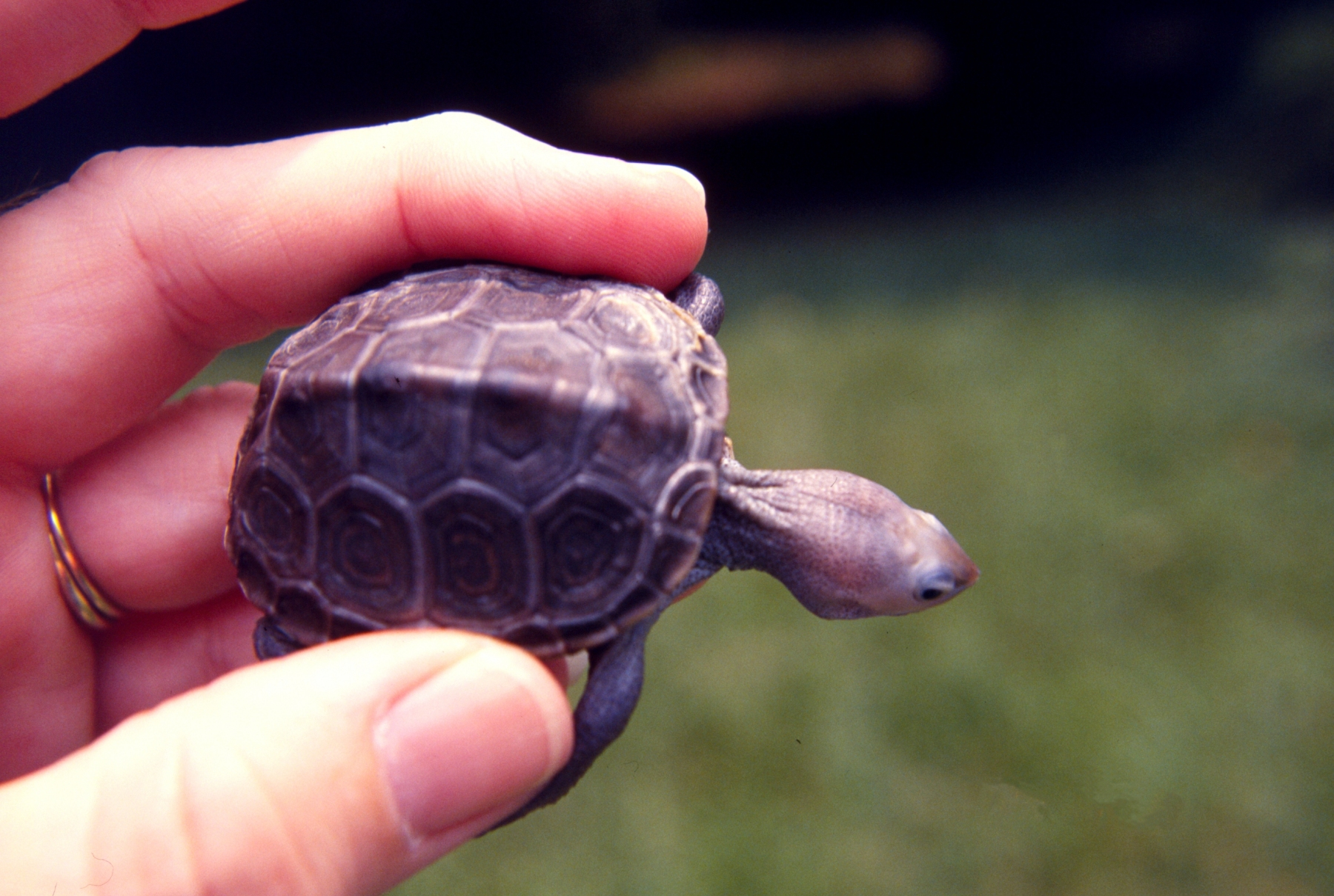
Tortuga espalda de diamante juvenil.

- Tortuga espalda de diamante de Carolina (Malaclemys terrapin centrata)
- Tortuga espalda de diamante de Texas (Malaclemys terrapin littoralis)
- Tortuga espalda de diamante ornametada (Malaclemys terrapin macrospilota)
- Tortuga espalda de diamante de Misisipi (Malaclemys terrapin pileata)
- Tortuga espalda de diamante  del manglar (Malaclemys terrapin rhizophorarum)
- Tortuga espalda de diamante de la costa oeste de Florida (Malaclemys terrapin tequesta)
- Tortuga espalda de diamante del Norte (Malaclemys terrapin terrapin)